# Удавникът
`
„Удавникът“ е български телевизионен игрален филм (притча) от 1991 година на режисьора Орфей Цоков по сценарий на Дончо Цончев. Оператор е Димитър Николов, а музиката е на Александър Бръзицов. Художник на филма е Иван Апостолов.

## Сюжет
Янчо Сотиров е млад поет, чийто книги престават да се издават. На фестивала "Златният Орфей" обаче песен по негов текст получава първа награда. Опиянен от щастие, той се запива в бара и завързва познанство със случайна девойка. По-късно пияният поет се усамотяв с нея край планинска река. Неочаквано започва буря и потокът довлича удавник. Янчо го изважда и учуден установява, че починалият мъж досущ прилича на него. И тогава му хрумва безумната идея да се размени с мъртвия, за да узнае как ще се отнасят към творчеството му, след като е обявен за умрял. Оказва се, че удавникът е затворникът Симо, който излежава присъдата си, работейки като секач. Никой около Янчо не подозира размяната. Съпругата му Марги погребва двойника, а критиците величаят творчеството на мъртвия поет. Една нощ Сотиров се връща в София и разказва всичко на изумената си съпруга. Тя посещава главния редактор на списанието, където са предлагани стихове на Сотиров и той с охота предлага да издаде посмъртно негови творби. Сега критиците се възторгват от творчеството му, Марги прибира хонорари и сменя целия си стандарт на живот. От време на време посещава и съпруга си в колибата на сечището, за да обмислят следващия ход. Когато обаче му съобщава, че е бременна, Сотиров събира смелост и се връща в столицата. Срещата с главния редактор и партийния секретар е абсурдна - за тях той е по-удобен мъртъв. Отчаян, Янчо се връща в гората и се удавя в същата река... .

## Актьорски състав
- Мирослав Косев – поетът Янчо Сотиров/затворникът дървар Симо
- Светла Иванова – Марги, съпругата на Янчо
- Борис Луканов – градския секретар
- Коста Цонев – главния редактор
- Албена Ставрева – помакиня
- Никола Рударов – Карибов, режисьор-постановчик
- Александър Александров – Кирил, журналист
- Васил Банов – Хичо
- Силва Аврамова
- Георги Кишкилов – селянина, с мулето и дъщеря си Яна
- Дечо Таралежков
- Александър Бръзицов
- Росица Борджиева
- Васил Петров
- Петя Буюклиева